# Divorce à l'amiable
En droit de la famille, un divorce à l'amiable est un divorce où les deux conjoints n'ont aucun conflit entre eux et s'entendent pour mettre fin à leur mariage. 

## Droit par pays

### Droit canadien
En droit canadien, le divorce conjoint est la forme la plus simple de divorce à l'amiable. Au Québec, cela s'effectue au moyen de la « Demande conjointe en divorce sur projet d'accord ».

### Droit français
En France, le divorce par consentement mutuel, surnommé divorce à l'amiable, a été instauré par la loi du 11 juillet 1975, par le président de l'époque, Valéry Giscard d'Estaing. 